# 京温高速动车组列车

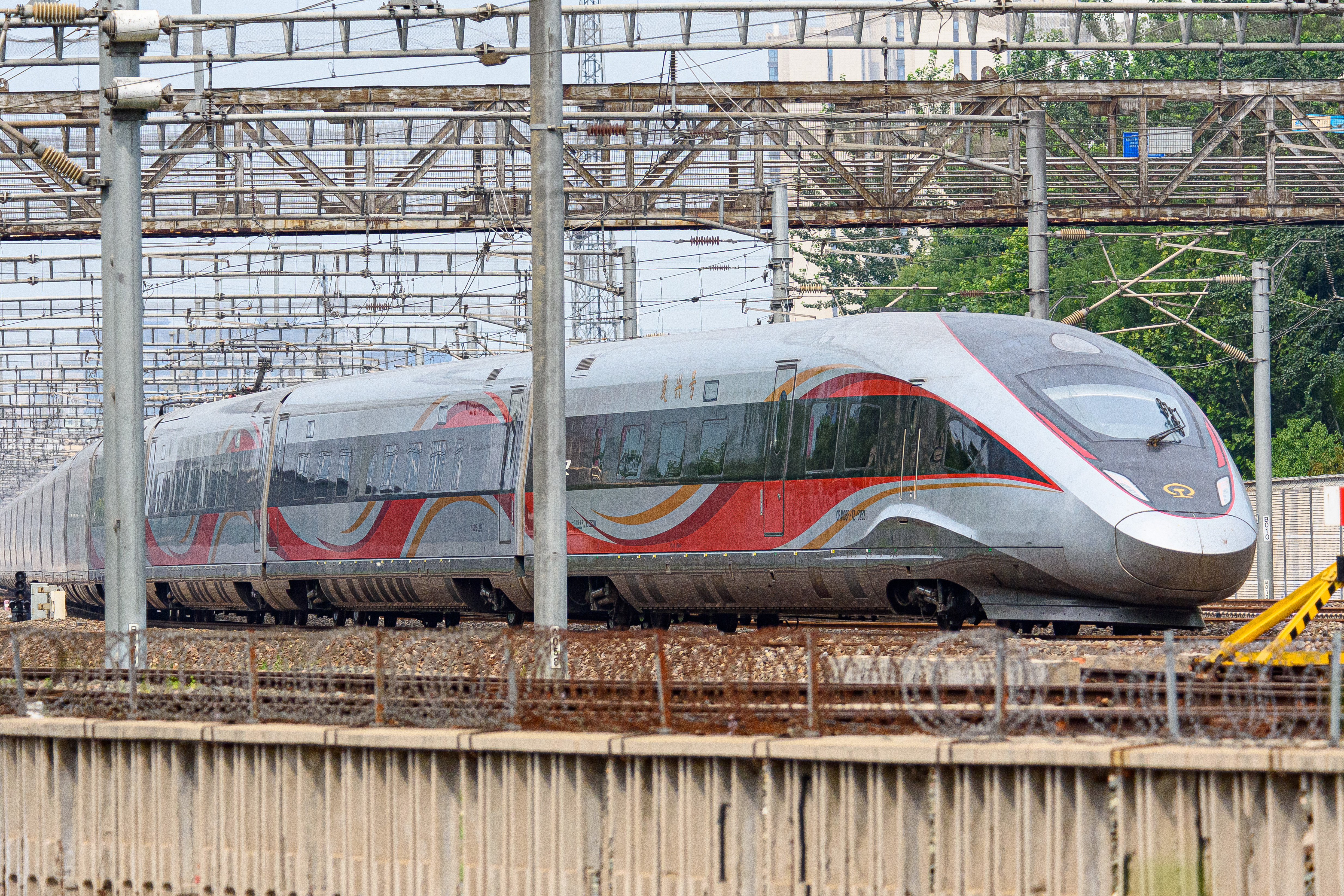
使用CR400BF-AZ的G33次列车驶出北京南站（2024年6月摄）

京温高速动车组列车是中国铁路运行于首都北京市北京南站至浙江省温州市温州南站间的高速动车组列车，现每天开行2对列车，其中G183/184次列车由上海局集团南京客运段担当，G33/38次列车由上海局集团杭州客运段担当。

## 历史
2014年7月1日，新增北京南~宁波G167/168次列车，同年12月10日延长至温州南站始发终到。
2021年6月25日，配合京沪高铁运行图重排，G167/168次列车调整车次为G183/184次。
2022年1月10日，新增北京南~温州南G33/38次列车。

## 使用列车
G183/184次、G33/38次列车使用配属于上海局集团南京南动车运用所的CR400BF-A。

## 其他行驶北京与温州间的过路车次
每天运行于北京与温州间的高速列车约为4对。
其中，经宁波2对，一对为G183/184次，另一对为G197/198次；
经金华2对，一对为G33/38次，另一对为G181/190次。